# Steve Bastable
Steve Bastable, właśc. Stephen Henry Bastable (16 września 1956 w Birmingham) – brytyjski żużlowiec.

## Przynależność klubowa
Wielka Brytania
- Stoke Potters (1974–1975)
- Cradley Heath Heathens (1975–1979)
- Birmingham Brummies (1980)
- Swindon Robins (1981–1982)
- Coventry Bees (1983–1985)
- Cradley Heath Heathens (1986)
- Bradford Dukes (1987)
- Stoke Potters (1988)

## Osiągnięcia
Indywidualne Mistrzostwa Świata
- 1978 -  Londyn - jako rezerwowy - nie startował → wyniki

Indywidualne Mistrzostwa Wielkiej Brytanii
- 1978 - Coventry - 5. miejsce - 10+2 pkt. → wyniki
- 1979 - Coventry - zakwalifikował się do finału ale został wycofany z turnieju → wyniki
- 1981 - Coventry - 1. miejsce - 13+3 pkt. → wyniki